# Louis van Beethoven (film, 2020)
 (juin 2021).
Pour les articles homonymes, voir Louis van Beethoven.
Pour plus de détails, voir Fiche technique et Distribution.
Louis van Beethoven est un téléfilm biographique produit à l'occasion du 250e anniversaire de la naissance de Beethoven. Le film éclaire l'histoire du compositeur sous différents angles. Le titre reflète le nom qu'il utilisait dans sa jeunesse.

## Synopsis
Le film va et vient entre la dernière année de Beethoven et ses débuts à Bonn. Le Beethoven que nous rencontrons à l'âge adulte (joué par Tobias Moretti) est depuis longtemps sourd. Il est maussade et exigeant. Il est venu chez son frère Johann à Gneixendorf avec leur neveu Karl (Peter Lewys Preston) après la tentative de suicide de Karl. Là, Louis se bat constamment avec tout le monde autour de lui. C'est la toile de fond qui conduit à des souvenirs de sa vie antérieure. 
Enfant à Bonn, Louis (Colin Pütz) était un prodige musical. Il est poussé par son père, qui rêve d'en faire un nouveau Mozart. Grâce aux relations de son père en tant que chanteur à la cour de l'électeur, le jeune Beethoven est placé sous la tutelle d'autres musiciens. Il entre également en contact avec Tobias Pfeiffer (Sabin Tambrea), un acteur local qui loge avec la famille. 
En devenant un jeune homme, Louis (Anselm Bresgott) continue de grandir en tant que musicien. Il souffre également de la perte de sa mère, qui plonge son père dans le désespoir et l'alcoolisme. Il est placé sous le patronage de la famille von Breuning et tombe amoureux d'Eleonore von Breuning (Caroline Hellwig). Mais il est en dessous de la position sociale de la famille et toute union  entre eux est interdite.
Pour recréer l'atmosphère de l'époque de Beethoven, il a été décidé d'utiliser quelques répliques d'instruments d'époque fabriqués par un facteur de piano moderne Paul McNulty.

## Fiche technique
- Titre français : Louis van Beethoven
- Titre original : Louis van Beethoven
- Réalisation : Nikolaus Stein von Kamienski
- Scénario : Nikolaus Stein von Kamienski
- Directeur photo : Arthur W. Ahrweiler
- Montage : Jan Henrik Pusch
- Production : Ernst Ludwig Ganzert
- Format : 35 mm - couleur
- Langue : Allemand
- Pays :  Allemagne -  République tchèque
- Genre : biographie
- Durée : 120 minutes

## Distribution
- Tobias Moretti : Ludwig van Beethoven
- Colin Pütz : Louis van Beethoven (8-12)
- Anselm Bresgott : Louis van Beethoven (17-21)
- Ulrich Noethen : Christian Gottlob Neefe
- Silke Bodenbender : Helene von Breuning
- Cornelius Obonya : Johann van Beethoven
- Johanna Gastdorf : Therese van Beethoven
- Ronald Kukulies : Jean van Beethoven
- Peter Lewys Preston : Karl van Beethoven
- Sabin Tambrea : Tobias Pfeiffer
- Manuel Rubey : Wolfgang Amadeus Mozart
- Tatiana Nekrasov : Magdalena (de)
- Dominik Maringer : Graf Waldstein
- Gabriela Lindl : Susanne Neefe
- Sebastian Straub : Holz (de)
- Noëmi Krausz : Amalie
- Hubertus Hartmann : Kanonikus
- Angela Braun : Magdalena Wellmann
- Jürgen Hartmann : Caspar Anton von Belderbusch
- Lisa Fertner : Konstanze Mozart
- Marie Schöneburg : Madame Grossmann
- C.C. Weinberger : Ignaz Schuppanzigh
- Alexander Jagsch : Joseph II
- Levin Liam : Graf Spee
- Christine Sommer : Dame
- Cloé Heinrich : Eleonore als Kind
- Harry Schäfer : Max Franz